# Naprętnik nibyślepek
Naprętnik nibyślepek, ceriana wyślepkowata (Ceriana conopsoides) – gatunek muchówki z rodziny bzygowatych i podrodziny Eristalinae. Zamieszkuje Europę, Syberię i Azję Zachodnią. Larwy są saproksyliczne i rozwijają się w drzewach liściastych. Owady dorosłe odwiedzają kwiaty wielu gatunków roślin.

## Taksonomia
Gatunek ten opisany został po raz pierwszy w 1758 roku przez Karola Linneusza pod nazwą Musca conopsoides. Jako miejsce typowe autor wskazał Europę. W 1794 roku ten sam gatunek opisany został przez Johana Christiana Fabriciusa pod nazwą Ceria clavicornis. Wprowadzona przez Fabrycjusza nazwa rodzajowa Ceria okazała się być młodszym homonimem, w związku z czym w 1815 roku Constantine Samuel Rafinesque zastąpił ją nazwą Ceriana.

## Morfologia
Samce osiągają od 9,2 do 13,8 mm, a samice od 10,1 do 15,7 mm długości ciała. Długość skrzydła wynosi u samców od 6,9 do 10,6 mm, a u samic od 8,5 do 11,5 mm. Ubarwienie ciała jest czarne z żółtymi paskami, przy czym rozległość barwy żółtej jest bardzo zmienna, zależna od warunków klimatycznych – w rejonach cieplejszych udział barwy żółtej jest znacznie większy niż w chłodniejszych. Podobnie jak większość przedstawicieli plemienia owad ten stosuje mimikrę względem os z podrodziny kopułek (Eumeninae).
Głowa jest szersza od tułowia i ma wzgórek czołowy dłuższy od pierwszego członu czułków. Oczy złożone są nieowłosione; samce są holoptyczne, a samice dychoptyczne. Twarz dość mocno wystaje w kierunku przednio-brzusznym, a pod czułkami jest wklęśnięta. Ubarwienie grzbietowej strony głowy jest czarne z żółtym paskiem za trójkątem przyoczkowym, u okazów ciemnych rozbitym na dwie plamy podłużną przepaską czarną. Czoło jest u samców żółte, zaś u samic czarne z parą ciemnożółtych plamek bocznych, które u okazów ciemnych są ledwo widoczne, a u okazów jasnych prawie zlewają się ze sobą. Wzgórek czołowy jest brązowożółty do czarnego. 
Twarz jest żółta z czarną pręgą przez środek o szerokości wynoszącej od 1/5 do ponad połowy szerokości twarzy. Czułki są brunatnoczarne z czarnymi nasadami do całkiem czarnych i formują kształt litery „Y”. Arista jest kolcowata, biało owłosiona, osadzona na szczycie rozdętego ostatniego członu czułka.
Tułów charakteryzuje się żółto-czarną tarczką z przednią i tylną krawędzią czarną. Skutum jest czarne. Postpronotum może być całe żółte lub mieć tylko wąski prążek tej barwy. Notopleura bywa od całkiem żółtej po całkiem czarną. Pleury mogą być całkiem czarne, czarne z małą żółtą plamką na katepisternum lub czarne z dwoma dużymi plamami żółtymi umieszczonymi na anepisternum i katepisternum. Basisternum jest wąskie i prostokątne z parą dużych, trójkątnych wypustek na krawędzi brzusznej. Skrzydła są przezroczyste, brunatnie przyciemnione w przedniej części. U okazów ciemnych odnóża mają czarne biodra i krętarze, uda pary przedniej i środkowej są żółte w częściach nasadowych i wierzchołkowych, a pary ostatniej żółte w nasadowej ⅓, z kolei golenie są czarne z żółtą częścią wierzchołkowo-środkową, a stopy brązowe do czarnych. U okazów jasnych odnóża są żółte z brązowymi do czarnych biodrami i częściowo udami. Charakterystyczną cechą gatunku jest krótka i słabo wydzielona powierzchnia płaska w przednio-nasadowej części uda środkowej pary.
Odwłok jest wydłużony, walcowaty. Żółte przepaski w tylnych częściach tergitów osiągają u samców od 1/7 do 1/3, a u samic od 1/13 do 1/5 szerokości tychże tergitów. Na tergicie pierwszym barwa żółta ograniczona jest do trójkątnych plamek po bokach. Tergit drugi jest szerszy niż dłuższy, najwęższy na przedzie. Przepaski na tergitach drugim, trzecim i czwartym mają proste przednie krawędzie. U niektórych populacji czwarty tergit ma w części środkowo-bocznej szarobiałe omszenie. Sternity są czarne, ale niekiedy występują wąskie, żółte przepaski na tylnych krawędziach sternitu pierwszego i drugiego. Genitalia samca mają trójkątne przysadki odwłokowe, szeroką nasadę i wąski wierzchołek hypandrium, połączony z nim stawowo płat górny o trójkątnym kształcie i grzebieniu z 15–20 krótkich kolców po stronie grzbietowej otaz edeagus o długim i spiczastym wyrostku brzuszno-nasadowym, nitkowatym wyrostku brzuszno-środkowym oraz szeroko wydłużonym wierzchołku.

## Ekologia i występowanie
Owad ten zasiedla lasy i zadrzewienia, zwłaszcza liściaste i mieszane, jednak osobniki dorosłe spotyka się także na skrajach lasów, leśnych duktach, polanach, przyleśnych łąkach, parkach i alejach. Aktywne są od wczesnego kwietnia do października, ze szczytem pojawu od maja do sierpnia. Latają szybko. Żerują na soku wyciekającym ze zranionych drzew oraz na nektarze kwiatów takich roślin jak barszcz zwyczajny, fenkuł włoski, głóg dwuszyjkowy, jarząby, koper ogrodowy, kruszyna pospolita, łoczydła, marchew zwyczajna, okrzyn szerokolistny, osty, pasternak zwyczajny, pęcherznice, podagrycznik pospolity, przytulie, trzmieliny, wierzby, wilczomlecze. Poza tym imagines obserwuje się podczas przesiadywania na nasłonecznionych pniach drzew. Larwy są saproksyliczne. Żerują na wyciekającym soku drzew liściastych z rodzajów dąb, topola i wiąz.
Gatunek palearktyczny. Znany jest z Hiszpanii, Andory, Francji, Belgii, Holandii, Niemiec, Szwajcarii, Austrii, Włoch, Szwecji, Finlandii, Estonii, Łotwy, Polski, Czech, Słowacji, Węgier, Ukrainy, Rumunii, Mołdawii, Bułgarii, Chorwacji, Serbii, Czarnogóry, Macedonii Północnej, Grecji, europejskiej i syberyjskiej części Rosji, Kazachstanu, Turcji, Azerbejdżanu i Libanu. W Polsce mimo szerokiego rozsiedlenia jest owadem nielicznym i nieczęsto spotykanym.